# Festivalul național de creație și interpretare „Mamaia copiilor”
Festivalul național de creație și interpretare „Mamaia copiilor” este un festival de muzică ușoară inițiat în anul 2001 de compozitorii Aurel Manolache și Dumitru Lupu cu scopul de a promova creația românească originală de muzică ușoară inspirată din viața copiilor și adolescenților, precum și de a descoperi și promova noi talente din rândul copiilor și adolescenților din România.
Festivalul cuprinde două secțiuni: secțiunea de interpretare și secțiune de creație.